# Список балто-слов'янських мов

Балто-слов'янське поширення

Це балто-слов’янські мови, які класифікуються за підгрупами, включаючи кількість мовців.

## Балтійські мови
- Латвійська, 1,75 мільйона мовців (2015)
- Латґальська, 200 000 мовців (2009)[a]
- Литовська, 3 мільйони мовців (2012)

## Західнослов'янські мови
- Польська, 55 мільйонів мовців (2010)
- Кашубська[a]
- Чеська, 10,6 мільйонів мовців (2012)
- Словацька, 5,2 мільйона мовців (2011–12)
- Лужицька, бл. 50 000 мовців (тощо)

## Східнослов'янські мови
- Російська, 150 мільйонів мовців (2010), 260 мільйонів, включаючи L2 (2012)
- Українська, 45 мільйонів мовців (2007)
- Білоруська, 3,2 мільйона мовців (2009)
- Русинська[a]

## Південнослов'янські мови
- Сербохорватська, 21 мільйон мовців (тощо), включно з людьми, які говорять другою мовою
  - Боснійський, хорватський, сербський та чорногорський стандарти з діалектними відмінностями
- Болгарська, 9 мільйонів (2005–12)
- Словенська, 2,5 мільйона мовців (2010)
- Македонська, 1,4–3,5 мільйона мовців (1986–2011)
- Церковнослов'янська (літургійна)

## Вимерлі мови
- Прабалто-слов’янська мова

### Слов'янські
- Праслов’янська
- Старослов'янська, літургійна
- Кнаанська, єврейська мова
- Давньоновгородська
- Давньопсковська
- Давньоруська, розвинулась у сучасні східнослов’янські мови
- Руська
- Моравська
- Словінцька
- Ляська
- Полабська
- Поморська мова, як живий діалект залишився лише в кашубській мові
- Південнослов'янські діалекти, які використовувалися в середньовічній Греції

### Балтійські
- Куршська
- Старопрусська
- Галіндська
- Галядська[1][1]
- Селонська
- Скальвська
- Земгальська
- Ятвязька